# إزرائيل شارون
إزرائيل شارون (بالعبرية: ישראל שרון‏) هو ملحن إسرائيلي، ولد في 25 مايو 1966.

## وصلات خارجية
- الموقع الرسمي